# (5488) Kiyosato
(5488) Kiyosato es un asteroide perteneciente al cinturón de asteroides descubierto el 13 de noviembre de 1991 por Satoru Otomo desde Kiyosato, Japón.

## Designación y nombre
Designado provisionalmente como 1991 VK5. Fue nombrado Kiyosato en homenaje a la ciudad donde se encuentran la vivienda y el observatorio del descubridor. Famoso por su belleza natural, está ubicado en la ladera sur de las montañas Yatsugatake, a unos 150 km al oeste de Tokio. Millones de visitantes disfrutan de sus vacaciones en Kiyosato, practican deportes y hacen pícnic y acampan.

## Características orbitales
Kiyosato está situado a una distancia media del Sol de 3,036 ua, pudiendo alejarse hasta 3,259 ua y acercarse hasta 2,813 ua. Su excentricidad es 0,073 y la inclinación orbital 11,28 grados. Emplea 1932,90 días en completar una órbita alrededor del Sol.

## Características físicas
La magnitud absoluta de Kiyosato es 11,2. Tiene 18,819 km de diámetro y su albedo se estima en 0,151. 